# Suzanne Auber
Pour les articles homonymes, voir Auber.
Ne doit pas être confondu avec Suzanne Aubert.
Suzanne Auber, née le 29 mars 1932 à Martigny, est une artiste peintre et sculptrice suisse.

## Biographie

### Origines et famille
Suzanne Auber nait le 29 mars 1932 à Martigny, dans le canton du Valais, sous le nom de Suzanne Andrée Madeleine Aubert. Elle en est également originaire.
Sa mère est pianiste et son père est technicien dentiste. Ils divorcent quand elle a 5 ans et elle est prise en charge par son père qui la place dans des pensionnats. Marquée par une enfance difficile et l’assassinat de sa mère par son second mari en 1944, elle commence la peinture pour éviter de sombrer dans la folie.

### Études et débuts dans le design horloger
Elle obtient un diplôme de décoratrice étalagiste à l'École des arts et métiers de Vevey en 1953. Elle suit des cours du soir à l'École des Beaux-Arts à Bâle lors d'un stage.
En 1954, elle épouse Gilbert Frankhauser, un photographe de mode, dont elle divorce l'année suivante. Elle s'établit alors à son compte à Lausanne et rencontre le succès avec des créations dans le design horloger et l’architecture d’intérieur. Elle signe dès lors Auber sans t, pour affirmer son identité. Elle travaille notamment pour la marque horlogère Bulova, pour laquelle elle fait de nombreux voyages en Europe, Amérique et Asie où elle côtoie la jet-set internationale,.

### Peinture
Elle poursuit la peinture en parallèle et expose, pour la première fois, à la Galerie Bernheim à Paris en 1960. Des expositions régulières suivent en Suisse, notamment à Martigny, Sion et Lausanne, et à l'étranger  à New York en 1965, à Montréal en 1980, à San Francisco et à Dallas en 1983.
À partir de 1977, elle se consacre entièrement à la peinture. Elle travaille entre deux ateliers, en France, à Sévignac (Bretagne) où elle a acheté une maison et la Suisse à Flanthey (Valais) . Des rétrospectives lui sont consacrées au Musée cantonal des beaux-arts de Sion en 1990, au Musée Jenisch en 2002–03 et à la Fondation Pierre Gianadda en 2010.

### Autobiographie
Elle publie en 2017 une autobiographie, Voilà.